# Броненосці типу «Альма»
Броненосці типу «Альма» (фр. Classe Alma) - серія з семи стаціонерних броненосців  3-го рангу (офіційно класифікувалися як броненосні корвети), побудована ВМС Франції в кінці 1860-х для служби в колоніях. Мали дерев'яні корпусу, обшиті залізної бронею, і комбіноване, барбетних-батарейне розташування гармат. Чергуючись між перебуванням у резерві у метрополії  і активної службою в колоніях, прослужили до 1890-х, після чого були списані. Перший броненосець цього типу названий на честь битви на Альмі під час Кримської війни.    

## Історія
Серія броненосців типу «Альма» була спроектована Дюпуї де Ломом, головним інженером французького флоту, для служби в колоніях і на віддалених станціях в Індійському і Тихому Океані. Передбачалося, що невеликі, дешеві і прості в експлуатації кораблі будуть більш придатні для служби в умовах слабко розвиненої інфраструктури віддалених станцій, ніж океанські броненосці. Дюпуї де Лом вважав, що подібні «Альмі» броненосці 3-го рангу зможуть ефективно захищати колоніальні володіння Франції від нападу неброньованих кораблів противника, атакувати проти ворожих портів, а в мирний час - ефективно підтримувати порядок серед тубільного населення колоній. 
Сім кораблів були закладені за проектом «Альма» в 1865 році.  За економічних і експлуатаційних міркувань, всі вони були виготовлені з дерева, обшитого металевої бронею: промисловість Франції в той час не могла собі дозволити крупносерійне будівництво повністю металевих броненосців, до того ж в умовах слабкої промисловості колоній, виправляти ушкодження дерев'яних кораблів було багато простіше.  Всі кораблі мали легке вітрильне озброєння, що розглядалася як необхідна для корабля, який діяв у віддалених колоніях. 

## Конструкція

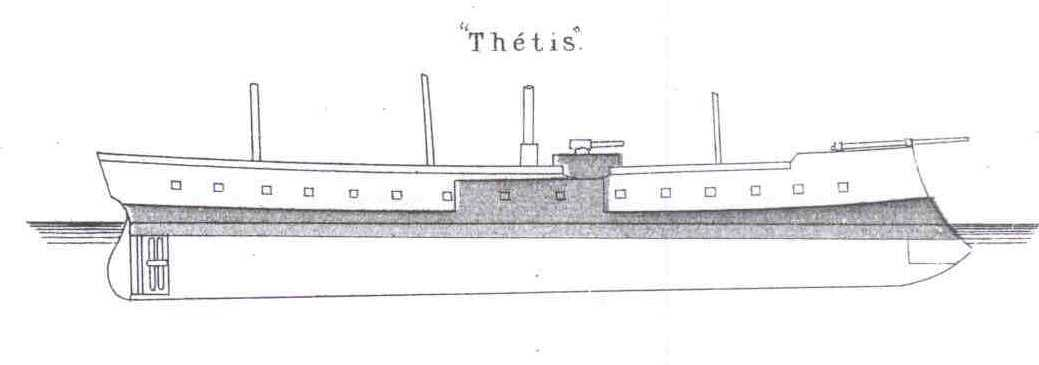
Конструкція броненосця «Тетіс», одного з броненосців типу «Альма»

Броненосці типу «Альма» були невеликими броненосними корветами, водотоннажністю у 3889 тонн. Вони мали притаманний для французької школи кораблебудування сильний завал бортів всередину у верхній частині, і далеко виступаючий уперед масивний таран з кованого заліза.
Дерев'яні корпуси кораблів були обшиті по ватерлінії суцільним поясом з кованої залізної броні, товщиною до 150 міліметрів. Таке бронювання цілком відповідало вимогам того часу, і могло витримувати попадання навіть порівняно великих снарядів «справжніх» океанських броненосців. Вище пояса, броньована була тільки розташована в центральній частині артилерійська батарея: її стінки були захищені 120-міліметровими плитами. Розміщені на даху батареї барбетні установки були захищені 100-міліметровим залізом на 240-міліметрової тиковій підкладці.
Поза батарею, надводний борт вище пояса бронювання не мав. Для захисту від палаючих уламків, дерев'яні борти були додатково обшиті 15-міліметровими залізними листами.
Озброєння кораблів складався з шести 194-міліметрових нарізних казеннозарядних гармат, чотири з яких стояли в центральній батареї. Ще дві гармати були встановлені в барбетах на даху батареї: барбети були винесені на спонсонах за межі верхньої палуби, і забезпечували погонний і ретирадний вогонь. Гармати зразка 1864 року призначалися переважно для боротьби з дерев'яними кораблями, і не могли ефективно пробивати броню на скільки-небудь значній дистанції. Ще чотири 120-мм гармати стояли по бортах на верхній палубі.

## Служба
Під час франко-прусської війни 1870-1871 року, броненосці класу «Альма» знаходилися в строю і активно діяли протягом усього конфлікту. «Тетіс», «Жанна д'арк» і «Армід» у складі Північної Ескадри адмірала Буе блокували балтійські порти Німеччини до 16 вересня 1870 року. «Монткальм», «Аталанта» і «Рейн Бланш», що перейшли з ескадрою адмірала Фуришона зі Середземного моря, патрулювали води Північного Моря: «Монткальм» згодом перейшов у Біскайську Затоку для спостереження за німецьким неброньованим корветом «Августа», який сховались від переслідування французьких кораблів у Віго.
Поза європейськими водами, «Альма», направлена на початку конфлікту на Далекий Схід, активно діяла в районі Йокогами, блокувавши в японському порту німецькі корвети «Грета» і «Медуза». Таким чином, своє основне завдання — захищати французьку периферію — броненосці типу «Альма» виконали добре: не рахуючи надзвичайно короткої спроби рейдерства з боку «Августи», французькі лінії комунікації та колоніальні володіння були повністю захищені від можливого нападу.
Після війни, кораблі були в основному направлені на віддалені станції, де і служили, періодично повертаючись в метрополію для ремонту або тимчасового приміщення в резерв діючого флоту. Під час Другої Карлістської війни в Іспанії 1872-1876 років, «Тетіс», «Жанна д'Арк» і «Рейн Бланш» патрулювали іспанські води, захищаючи французьких громадян в Іспанії. За час цієї кампанії, з кораблями сталася низка інцидентів, пов'язаних з їх обмеженою маневреністю: так, «Жанна д'Арк» випадково протаранила і потопила посильне судно «Форфайт», а «Тетіс» зіткнувся з «Рейн Бланш», який, щоб уникнути затоплення був змушений викинутися на мілину.
«Рейн Бланш» і «Альма» брали участь у бомбардуванні туніського порту Сфакс в 1881 році, пов'язаної з нібито провокаційними діями туніського бея проти французьких колоніальних володінь в Алжирі, і згодом підтримували окупацію Тунісу. «Альма», що діяла у В'єтнамі, брала участь в битві при фортах Туань Ань, примусивши в'єтнамську владу до визнання протекторату з боку Франції. Під час франко-китайської війни в 1884-1885, «Альма» стояла в резерві у Хюе.
У 1880-х, кораблі почали виводитися зі складу флоту в зв'язку з інтенсивною експлуатацією в теплих водах, яка негативно позначилась на дерев'яних корпусах. У 1883-1887 році п'ять з семи кораблів були списані, «Армід» розстріляний як мішень на навчаннях в 1886 році. Два кораблі, що залишилися — «Монткальм» і «Альма» — були списані, відповідно, в 1891 і 1895 році.